# Mythologie universelle
 (mars 2013).
- Si vous ne connaissez pas le sujet, laissez ce bandeau (vous pouvez alors contacter les auteurs).
- Si vous supprimez le contenu mis en cause (vous pouvez préalablement contacter les auteurs),

argumentez précisément cette suppression dans la page de discussion
(un manque de référence n'est pas un argument ; une recherche réelle de référence doit avoir été effectuée, être formellement documentée).
 (novembre 2012).
La mythologie universelle, ou mythologie du grec muthologia, μυθολογία, c’est-à-dire muthos, μŨθος, « fable » et logos, λόγος, « discours », consistait, dans l’antiquité, en un récit imagé servant à établir des fonctions spécifiques imputées à des entités immatérielles dans le but d’établir à travers elles diverses fonctions religieuses.
Cette activité, basée sur une pratique cultuelle (relevant de rituels, d’invocations et de sacrifices) consistait en une demande adressée à une entité (jugée supérieure) en mesure d’intervenir pour exaucer une exigence particulière. En appliquant ce principe dans un sens universel à toutes les grandes religions du monde, tant passées que présentes, la « mythologie » devrait permettre de dresser un portrait suffisamment précis afin de choisir quelle entité invisible doit correctement être sollicitée pour accomplir cette tâche.

## Le panthéon révisé
Une étude sur le sujet est parvenue à établir une concordance entre les divinités des grands courants religieux (sans exclure l’actuelle religion chrétienne) en se basant sur une symbolique animalière. Cette étude prend comme point de départ une citation d’Ovide selon laquelle, au moment de leur fuite en Égypte sous les attaques de Typhon, les dieux de l’Olympe se dissimulèrent sous une forme animale :

« Jupiter (…) est représenté avec des cornes recourbées ; le dieu de Délos se changea en corbeau, le fils de Sémélé en bouc, la sœur de Phébus en chatte ; la fille de Saturne devint une génisse blanche comme la neige, Vénus en poisson, et les ailes d’un ibis déguisèrent le dieu de Cyllène. »

Liste inachevée si l’on tient compte de l’absence de trois principales divinités, Héphaïstos, Arès et Athéna, fort heureusement complétée pour deux d’entre elles par son contemporain Antoninus Liberalis :

« Seuls restèrent Athéna et Zeus. Typhon se lança sur les traces des dieux qui prirent la précaution de lui échapper en revêtant des formes animales. Apollon devint un milan, Hermès un ibis, Arès un lépidôtos, Artémis une chatte, Dionysos prit la forme d’un bouc (…) Héphaïstos celle d’un bœuf. »

Après une correction nécessaire, la liste complète de cette symbolique totémique s’établit de la sorte :
- Zeus identifié avec le faucon (permuté avec le bélier chez Ovide)
- Apollon identifié avec le bélier (permuté avec Zeus chez Ovide et Antoninus)
- Dionysos identifié avec le taureau (permuté avec le bouc chez Ovide et Antoninus)
- Artémis identifié avec le chat
- Aphrodite identifié avec le poisson (lépidôtos imputé à Arès chez Antoninus)
- Hermès identifié avec l’ibis
- Héphaïstos identifié avec le bouc (permuté avec le bœuf chez Antoninus)
- Arès identifié avec l’âne (absent de la nomenclature d’Ovide et d’Antoninus)
- Athéna identifié avec le vautour (absent de la nomenclature d’Ovide et d’Antoninus)

Une fois cette identité animalière précisée, une correspondance fondamentale s’établit avec le panthéon égyptien.
- Zeus correspond à Horus (faucon, Falco peregrinus)
- Apollon correspond à Amon (bélier, Ovis ammon aries)
- Dionysos correspond à Min (taureau, Bos primigenius primigenius)
- Artémis correspond à Bast (chat, Felis silvestris libyca)
- Aphrodite correspond à Neith (perche du Nil, Lates niloticus)
- Hermès correspond à Thôt (ibis, Ibis religiosa)
- Héphaïstos correspond à Khnoum (bouc ou bélier, Ovis longipes palaeoaegyptiacus)
- Arès correspond à Seth (âne, Equus hermionus)
- Athéna correspond à Nekhbet (vautour, Gyps fulvus)

En Inde, cette association prend la forme d’un animal support appelé vāhana.

## Restitution des fonctions primitives
Les fonctions des divinités mythologiques ont été élaborées en tenant compte d’une dizaine de secteurs comparables aux divisions actuelles de nos modernes sociétés[réf. nécessaire], car il serait impropre, par exemple, d’implorer une divinité pour la guérison si le domaine sur lequel règne cette dernière relève de la défense. Évidemment, en raison de l’influence imposée par l’intérêt politique, économique ou religieux, certaines de ces fonctions ont été altérées, imputées à une autre divinité ou même carrément supprimées. Toutefois, l’ensemble de la personnalité du dieu survit toujours suffisamment pour en reconnaître les grandes lignes principales.

## Principaux secteurs et leurs représentants

### Secteur judiciaire
La divinité grecque veillant sur la sécurité citadine était Athéna Polias, terme signifiant « cité » d’où provient le mot moderne police et son animal familier était la chouette au regard nocturne perçant. En Égypte ancienne, la déesse Nekhbet était représentée sous les traits d’un autre rapace, le vautour fauve qui, associé lui aussi à un rôle de vigilance, la désignait comme protectrice du pharaon et de la Haute-Égypte. En Inde, cette entité a été désignée sous le nom de Devi. Son vāhana, sa monture, l’aigle, emprunte à celui de son géniteur, Vishnu, et la manière dont elle vient au monde est digne de mention :
« De la face de Vishnou en colère émana une grande lumière et il en fut de même de celle de Shiva et de Brahmá. Du corps des autres dieux sortit également une grande lumière. Toutes ces lumières se rassemblèrent en une seule extraordinaire qui « se transforma en une femme ! » La curieuse naissance de la déesse, émergeant de la « face de Vishnou », recèle un important arcane, car, faut-il le rappeler, Athéna ne naquit pas d’une manière conventionnelle, affirme la Fable, « adulte et toute armée, elle sortit du crâne de Zeus ».
À titre comparatif, Nekhbet était intimement associée à l’Uræus, motif ornant le diadème du pharaon dans lequel se fondaient les symboles de deux divinités protectrices, le vautour de la Haute-Égypte (Nekhbet) et le cobra de la Basse-Égypte (Ouadjet). La tradition juive évoque indirectement une correspondance similaire dans le personnage de Métatron, dont le nom signifie « Au-dessus du trône », du grec meta « au-dessus » et thronos « trône » ; ange assurant la protection du char divin, la Merkabah, en veillant sur son zénith. « Pour cette raison, dans le Livre d’Énoch, il est appelé Phanuel, c’est-à-dire « Visage de Dieu », car Métatron est « l’Ange de la Face. » (Énoch, XL. 9) »

### Secteur législatif
La divinité grecque préposée à la promulgation des lois était le roi de tous les autres Olympiens, le grand Zeus dont l’animal attitré était l’aigle ; une forme revêtue par lui au moment de l’enlèvement du jeune prince troyen Ganymède. En Égypte ancienne, le dieu Horus, régent de toutes les autres divinités, avait le faucon pèlerin comme emblème, oiseau appartenant lui aussi à l’ordre des rapaces. En Inde, l’entité équivalente est Vishnou, divin conservateur de l’univers dont le vāhana est un aigle à moitié humain appelé Garouda.
Pour les anciens Grecs, l’attribut principal de Zeus était le foudre (terme masculin), une sorte de javelot servant à allumer des incendies chez l’ennemi ; même si, à priori, ces traits enflammés étaient plutôt l’œuvre d’Héphaïstos qui les forgeait avec la collaboration des Cyclopes. « De nombreux textes anciens nous montrent que pour les Grecs et pour les Romains la [sic] foudre, arme de Jupiter forgée par les Cyclopes, était un trait de guerre, mais c’était un trait incendiaire. »
On retrouve une allusion à cette capacité de foudroiement dans la tradition hébraïque où l’ange, retenant le bras d’Abraham au moment où il allait sacrifier son fils unique Isaac sur l’autel propitiatoire, Zadkiel, c’est-à-dire « Droiture de Dieu », reçoit également l’épithète de Barachiel, signifiant « Foudre de Dieu ».

### Secteur culturel
La divinité impartie aux arts était, chez les anciens Grecs, le dieu Apollon auquel la lyre servait de symbole. Ses animaux emblématiques étaient nombreux, mais, à Sparte, on l’honorait sous la forme particulière d’un être humain dont la tête s’ornait de cornes de bélier parfaitement reconnaissable sur d’antiques pièces de monnaie. « Tantôt Karneios, dieu du bélier à Sparte (…) le loup que le dauphin, le chevreuil que le vautour, le cygne que le corbeau. »
Ayant reçu un jour l’insigne honneur de conduire le char du soleil, il en était resté indéfiniment jeune et radieux. Cette qualité solaire a été conservée chez les anciens Égyptiens où il était honoré sous les traits du dieu Amon dont l’une des deux formes animalières les plus communes (la seconde étant l’oie du Nil, Anser fabalis) était justement le bélier.
Ce rôle incandescent s’est transmué en Inde dans l’invocation du dieu lors de la crémation rituelle des offrandes où il reçoit le nom d’Agni, c’est-à-dire « Feu », étant considéré comme l’incarnation divine de l’élément igné. Son vāhana, son animal-support, est encore une fois le bélier.
La fonction artistique n’a hélas pas été conservée, pas plus qu’en Égypte d’ailleurs, même si le feu et la musique demeurent intimement liés. En effet : « Tan Sen, un grand musicien hindou, avait le pouvoir, il y a des siècles, d’éteindre le feu avec ses chants. En 1926, un naturaliste de Californie, Charles Kellog répéta l’exploit à New York. Il se munit d’un grand archet qu’il frotta rapidement sur un diapason d’aluminium : l’effet produit un son très perçant et, aussitôt, le feu témoin (…) passa d’une grande flamme jaune de soixante centimètres de hauteur à une petite flamme bleue de quelques centimètres. Un seul autre coup d’archet eut totalement raison du feu qui s’éteignit tout à fait. »
Dans la tradition orthodoxe chrétienne, le patron des arts se reconnaît fort heureusement aisément sous les traits de Jehudiel dont le vocable signifie « Louanges de Dieu ». Jehudiel, ou Anael (Haniel), est représenté tenant à la main une couronne, symbole de la réussite, or, les anciens Grecs représentaient fréquemment Apollon couronné de laurier.

### Secteur médical
L’octroi de la fertilité, comprise comme la pierre angulaire de la santé et de la prospérité, était l’apanage chez les anciens Grecs de la déesse de l’amour, Aphrodite. Selon Hésiode, cette dernière devait sa naissance à la mutilation d’Ouranos dont l’appareil génital avait été jeté à la mer. Sortant littéralement du sein des eaux, « les vagues de la mer l’auraient poussée dans une coquille vers les rivages de Cythère. »
Cette association avec l’élément liquide est constante chez cette entité. En Égypte, sous le nom de Neith, elle protégeait le Delta avec pour emblème animalier la perche du Nil. Décrite dans la cosmologie d’Esna comme une antique divinité primordiale, elle émergea des eaux primitives pour engendrer la vie.
En Inde, elle est Lakshmí, déesse incarnant la beauté, la fortune et la prospérité. Sa naissance résulte de la quête pour un breuvage d’éternité, l’amrita : « Cette liqueur devant sortir de l’océan, (ou de la mer de lait), le mont Mandara fut arraché et emmené là, non sans difficulté, afin de servir de baratton (…) Vishnu se manifesta sous la forme d’une gigantesque tortue qui se plaça sous le mont (..) au cours du barattage (…) Śrî, radieuse de beauté, apparut assise sur une fleur de lotus. » La tortue de mer (kurma) doit être correctement interprétée comme le symbole de la déesse, son vāhana, en lieu et place de l’éléphant blanc.
Faisant écho au mythe égyptien, le poisson se retrouve pareillement dans la tradition chrétienne. Dans le Livre de Tobit, Dieu envoie un ange, Raphaël, signifiant « Guérison de Dieu », aider Tobias, fils de l’aveugle Tobit, afin de découvrir un remède à la cécité de son père. « Alors un gros poisson sauta hors de l’eau et voulut lui avaler le pied (…) Le garçon se rendit maître du poisson et le tira à terre. L’ange lui dit : « Ouvre-le, enlève-lui le fiel, le cœur et le foie, mets-les de côté, puis jette les entrailles ; en effet, ce fiel, ce cœur et ce foie sont très utiles comme remèdes. » Avec les parties préservées, Tobias rendit la vue au vieil homme et chassa les démons qui obsédaient Sarah, l’épouse d’Abraham.

### Secteur religieux
Le héraut des dieux, en Grèce ancienne, était le dieu Hermès, guide des voyageurs et psychopompe, c’est-à-dire « conducteur des âmes des morts ». Son animal familier était la grue, oiseau voyageur par excellence en raison de ses constantes migrations. Cette communication entre le royaume céleste et la terre des mortels doit être comprise comme le fondement même de la religion servant à « relier » l’un à l’autre.
En Égypte antique, Thôt, son alter ego, avait l’ibis comme symbole animalier, un oiseau également du genre échassier ou plus curieusement celui du babouin (Hamadryas). Préposé à la psychostasie, c’est-à-dire à la « pesée des âmes », inventeur de l’écriture, il tenait un registre écrit du bilan de chaque trépassé. Comme pour Hermès, il était le messager des dieux et leur plus précieux conseiller.
Hélas, en Inde, la symbolique totémique n’a pas été conservée chez la divinité équivalente, Ganesh dont la souris, ou le rat, constitue le vāhana. Divinité de l’inventivité et de l’ingéniosité, il est qualifié de Vighneshvara, c’est-à-dire de « Seigneur des obstacles », son rôle consistant à lever ou à disposer des barrières sur le chemin de ceux se livrant à une nouvelle entreprise ; il est donc en quelque sorte un guide, fonction également attribuée à Thôt et Hermès.
Dans le christianisme, le messager de Dieu est l’archange Gabriel dont le nom signifie « Champion de Dieu ». Il est l’Ange Annonciateur avertissant la Vierge Marie de son Immaculée Conception par le Saint-Esprit symbolisé par une colombe. Le parallèle avec la grue et l’ibis n’est pas, à priori, frappant, mais le fait de retrouver un oiseau migrateur représenté dans la même scène doit être pris en considération.

### Secteur militaire
L’intégrité du territoire dans la Grèce ancienne était placée sous l’égide du dieu Arès. Craint en raison de sa fureur guerrière, ses temples étaient toujours construits à l’extérieur des remparts de la cité où s’étendait un vaste espace destiné aux exercices militaires, appelé par les Romains le Champ de Mars, chez lesquels « à l’automne se déroule la curieuse cérémonie du Cheval d’octobre (October Equus) : à l’issue d’une course de chars dans la ville, on sacrifie d’un coup de javelot le cheval vainqueur sur l’autel de Mars. »
Le parallèle entre la précieuse monture chevaline et l’art guerrier relève de l’importance prise par cet animal au moment d’un conflit. À une époque reculée, en Inde, cet animal était remplacé par l’imposant éléphant, instrument éminemment efficace dans la lutte aux envahisseurs. Ce vāhana, représenté avec trois têtes et répondant au nom de Airavat, était l’apanage du « brandisseur de foudre » Indra, dieu des orages, de la pluie et de la guerre.
L’équivalence égyptienne est moins évidente, car les anciens Égyptiens l’ont démonisé en raison de son assassinat d’Osiris. Pourtant, on reconnaît aisément dans Seth la divinité du tonnerre, du vent brûlant et du désert. L’iconographie nous le représente affublé d’une curieuse tête dont la nature exacte n’a pas encore été scientifiquement reconnue. Selon certains, il s’agirait d’un animal proche du basenji, originaire du Soudan, ou alors du loup d’Abyssinie (Canis simensis) devenu très rare et menacé d’extinction et dont l’espèce est un maillon entre le chacal et le renard.
Cependant, l’âne ou l’onagre, monture guerrière utilisée avant la domestication du cheval, lui était officiellement dédié. En effet : « Un manuscrit ancien sur papyrus énonçant certains rites de la magie égyptienne, indique l’existence du dieu le plus méconnu et le plus détesté des Égyptiens (…) Seth, que l’on représentait toujours sous la forme d’un âne. Ceux qui connaissent l’arabe ne seront nullement étonnés, par conséquent, de rencontrer, tout au long du manuscrit, le mot io pour évoquer ce dieu, puisque io signifie « âne » en égyptien. »
Dans le christianisme et la religion juive, l’Ange de la Victoire est Michaël dont le nom signifie « Combat de Dieu ». Il est le chef de la milice céleste avec laquelle il renversa l’Ange de la Rébellion. « Il y eut guerre dans le ciel, Michel et ses anges combattirent contre le dragon. Et le dragon et ses anges combattirent, mais ils ne furent pas les plus forts, et leur place ne fut plus trouvée dans le ciel. Et il fut précipité, le grand dragon, le serpent ancien, appelé le diable et Satan, celui qui séduit toute la terre. »
Il est impossible de ne pas être subjugué par la persistance des symboles en comparant ce passage de la Bible avec Seth se tenant debout sur la barque solaire de Rê afin d’affronter le serpent Apophis.

### Secteur éducatif
Très éloignée de son antique sphère d’activité, la divinité préposée à l’éducation, en Grèce ancienne, était pourtant Artémis. Dans sa calme retraite des bois, Artémis n’occupait pas tout son temps à la chasse, mais, fait moins connu, elle participait à l’éducation des jeunes enfants. « Elle préside à la croissance des adolescents et, avec une extrême rigueur, elle élève garçons et filles dans la pratique du sport, le goût du courage et le calme des sens. »
Contrairement à la représentation statuaire répandue, son animal familier était un grand félin. « Le lion particulièrement passe pour avoir autrefois suscité son contentement (…) Devant son temple, à Thèbes, il y avait un lion de pierre. Dans la procession des fêtes de Syracuse, dont parle Théocrite, on admirait par-dessus tout une lionne. » Ce carnassier est d’ailleurs parfaitement reconnaissable sur les drachmes retrouvées en divers endroits.
En Égypte ancienne, elle était connue sous le nom de Bast, déesse à tête de chat (mau), même si, en des temps plus reculés, un faciès léonin a parfois orné ses représentations. Associée à l’énergie sexuelle de la reproduction, elle protégeait les femmes lors de l’accouchement et veillait sur les enfants. À de nombreuses reprises, elle est confondue avec sa génitrice, la déesse à tête de lionne, Sekhmet.
L’explication de cette étrange filiation nous est fournie par le mythe hindou qui fait de Durgá la fille de Parvatí. « Deux frères asuras, Shumbha et Nishumbha avaient renversé à leur profit les pouvoirs respectifs des dieux. Ces derniers vinrent dans l’Himalaya louer Parvatí espérant obtenir son aide. Alors du front de Parvatí jaillit Ambikâ [Durgá] (…) assise sur un lion. »
Sans entrer dans tous les détails, la naissance frontale de la déesse correspond à un phénomène de yoga appelé, en Occident, Illumination. Cette science de l’esprit, dans la tradition juive et chrétienne, relève du domaine d’Uriel dont le nom veut justement dire « Lumière de Dieu ». Scribe céleste et gardien des Livres Sacrés, il est chargé d’appliquer les décrets divins et, pour cette raison, il est habituellement représenté tenant un livre ou un rouleau de papyrus entre ses mains, symbole de son incommensurable sagesse et de son aspect éducatif.

### Secteur industriel
L’art visant à la fabrication d’outils obtenus par le secours du feu était un rôle attribué, en Grèce ancienne, à Héphaïstos. Patron des artisans, ce dieu veillait tout aussi bien sur les charpentiers, les potiers, les tisserands et les bâtisseurs en général. Toutefois, le fils de Zeus et d’Héra, était également responsable d’une autre tâche très importante pour les Olympiens, l’élaboration de la terrible arme du roi des dieux, le foudre, forgée avec l’aide des Cyclopes dans l’île de Vulcano, près de la Sicile.
En Inde, cette arme se retrouve entre les mains du dieu de la guerre, Indra, même si, à l’origine, toutes les armes divines ont été fabriquées par Vishwakarma, l’artisan des dieux, à partir de l’auréole de Surya. « Afin de diminuer l’ardeur du Soleil, Vishvakarma plaça celui-ci sur son tour et œuvra… Les parties de la divine splendeur vaisnava (de Vishnu), résidant dans le Soleil, tombèrent toutes flamboyantes sur la Terre et l’artiste (Vishvakarma) fit de celles-ci le disque de Vishnu et les armes d’autres dieux. »
Cette arme de destruction, appelée vajra en Inde, est l’équivalente, dans la mythologie scandinave, du marteau Mjöllnir dont la propriété échoit non au dieu de la guerre (Tyr), mais à un personnage dont la fonction sociale demeure indéterminée, Thor. Or, le char de ce dernier est tiré par deux chèvres, symbole animalier rejoignant l’emblème du dieu potier égyptien Khnoum, le « bélier à double encornure », évoqué précédemment dans la liste d’Ovide et d’Antoninus comme étant un bouc (attribué par permutation à Dionysos).
La tradition juive nomme cet être Raziel, l’Ange des Mystères, car il se tient constamment près du trône divin pour en apprendre tous les secrets. Quand le roi Salomon ordonna la construction du temple de Jérusalem, les prêtres interdirent aux ouvriers de se servir d’instruments en fer pour tailler la pierre. Le roi implora le secours de Raziel pour l’aider à pallier cet inconvénient. « Pour tailler plus vite les pierres (et aussi parce que la Loi interdisait d’utiliser des instruments de fer, métal « créé pour mettre fin aux jours de l’homme » Middoth, 3, 4), Salomon avait le sang d’un petit ver qu’on appelle tanir : les marbres, aspergés de ce sang, se taillaient facilement. »

### Secteur récréatif
La dernière division de notre société est celle du sport et des loisirs reconnaissable dans les jeux olympiques et l’arène romaine. Adulés comme de véritables dieux, les athlètes olympiques avaient les honneurs du vin et des plaisirs de la chair durant les quatre années séparant les jeux. Cet attrait charnel est parfaitement identifiable avec le culte orgastique de Dionysos auquel étaient consacrés de nombreux animaux, le bouc, l’âne, l’éléphant, le léopard et le bélier, mais surtout le taureau, par allusion à sa performance sexuelle. « Or le dieu lui-même participe, presque normalement, de la nature animale : dans un rituel éléen, il continuera à être invoqué comme « taureau ». »
Sa contrepartie égyptienne est le dieu de la fertilité Min, associé d’une manière semblable au taureau blanc. Comme pour le fils de Dionysos, Priape, il est représenté ithyphallique avec, à ses pieds, une laitue dont la sève évoque la semence spermatique. En Inde, son corollaire est le dieu Skanda dont la mise au monde tient du prodige. « Les Ásouras, menés cette fois par Tarakâ, pénétrèrent dans le monde des dieux. Suivant Brahmá, seul un fils né de l’unique semence de Shiva pouvait mettre en déroute ces démons. Perdu dans ses méditations ascétiques, Shiva refusa de répondre à l’appel. Parvatí entreprit alors de longues mortifications dans le but d’inciter son époux à répandre son sperme. La semence jaillit alors pour atterrir dans un buisson, ainsi naquit Skanda dont le nom signifie littéralement « Celui qui bondit ». »
Officiellement, le vāhana de Skanda est un paon, mais il faut se référer à l’animal emblématique de son géniteur pour trouver le sien. Or, le vāhana de Shiva est un taureau blanc appelé Nandin ou Nandi, « Qui rend heureux ». De plus, sa naissance n’est pas sans rappeler la curieuse manière dont naquit le dieu du vin et du délire extatique. Ayant provoqué la mort de Sémélé pour s’être montré dans toute sa splendeur, Zeus retira l’embryon du sein de sa mère pour le coudre dans sa cuisse afin de le mener à terme.
Cet étrange rapport existant entre sperme et cuisse trouve son explication dans la tradition juive selon laquelle il existe un ange parallèle à Métatron nommé Sandalphon, du grec sandalion « sandale » et phônê « voix ». Veillant sur le nadir, et donc par le fait même sur la face située sous le siège de Dieu, cette curieuse allusion pédestre et sexuelle s’explique ainsi fort aisément. D’ailleurs, l’autre appellation pour l’Ange de Gloire, Yerahiel, nom signifiant « Roue de Dieu », nous fournit une explication supplémentaire sur la position occupée par cet ange, « près des roues du chariot divin ».

## Confusions historiques
Quand les troupes d’Alexandre le Grand envahirent l’Égypte, ils fusionnèrent les cultes locaux avec les leurs, mais, dans leur empressement, ils commirent de nombreuses erreurs de jugement. À titre d’exemple, en raison de leurs morts, puis de leurs résurrections, ils identifièrent Osiris avec Dionysos. En Gaule, les anciens Romains commirent une semblable bourde en associant Taranis, le dieu maîtrisant la foudre, avec leur Jupiter capitolin. Évidemment, le maître de cette arme diffère selon les cultures, aussi il faut se montrer d’une extrême prudence en appliquant le principe de la mythologie universelle. D’une manière similaire « les souverains indo-grecs qui, au IIe siècle avant notre ère, assimilaient (…) Shiva à Dionysos (…) le lien avec les animaux sauvages, la danse orgiastique, la sexualité affirmée sans vergogne, le goût des boissons enivrants (le vin pour Dionysos, l’alcool pour Shiva.) » avaient suffi à établir cette concordance. Évidemment, en raison des divergences culturelles, ces permutations sont à peu près inévitables, mais si de réelles interventions divines ont porté le message de l’existence d’une hiérarchie céleste par toute la planète, un parallélisme doit forcément prévaloir à travers ce pluralisme mythologique, peu importe l’époque, la barrière linguistique ou les déformations culturelles.